# Archivos de Orihuela
La importancia histórica de Orihuela ha posibilitado que en la actualidad se reúna en su ciudad una gran cantidad de archivos que acogen importante documentación donde se contiene gran parte de la historia de Orihuela, de su antigua Gobernación, de la actual provincia de Alicante y del antiguo Reino de Valencia.
El conjunto documental de la ciudad ha sufrido importantes pérdidas debido a la Guerra de Sucesión, o a la Guerra Civil, que hicieron perder gran parte del archivo de la iglesia de Santa Justa y Rufina o del Santuario de Nuestra Señora de Monserrate. También supuso una gran pérdida de documentación la acción desamortizadora de la Ley de Desamortización del ministro Mendizábal, que hizo perder numerosa documentación de conventos, monasterios y de la Universidad, e incluso del Ayuntamiento, que pasaron al Archivo Histórico Nacional
En la actualidad existen diversos archivos cuyas titularidades son públicas y privadas, destacando entre las privadas los archivos propiedad de la Iglesia católica por el número y antigüedad de sus documentos. Algunos de los archivos son:

## Archivos Públicos
- Archivo Histórico de Orihuela: Situado en la Biblioteca Fernando de Loazes. Declarado Bien de Interés Cultural por la ley valenciana de archivos de 2005.[1]
- Archivo Municipal de Orihuela: Situado en la Biblioteca Municipal María Moliner.[2]

## Archivos eclesiásticos
- Archivo de la Catedral de Orihuela: Situado en la Catedral de la ciudad con documentos desde el siglo XIV hasta la actualidad.[3]
- Archivo Diocesano de Orihuela: Situado en el Seminario Diocesano de  San Miguel Orihuela.
- Archivo Parroquial de la Iglesia de las Santas Justa y Rufina:
- Archivo Parroquial de la Iglesia de Santiago: Con documentación desde el siglo XV hasta la actualidad.

## Archivos Privados
- Archivo del Marqués de Rafal. Contiene documentación desde los siglos XVII en adelante. Contiene una importante colección de protocolos notariales del siglo XVII.
- Archivo del Conde de la Granja. Contiene documentación desde los siglos XVII en adelante.
- Archivo Caja Rural Central. Contiene Documentación desde el siglo XVIII en adelante.
- Existen además numerosos archivos privados de importancia, así como los archivos conventuales que contienen una parte muy importante de la historia local.

## "Llibre dels Repartiments"

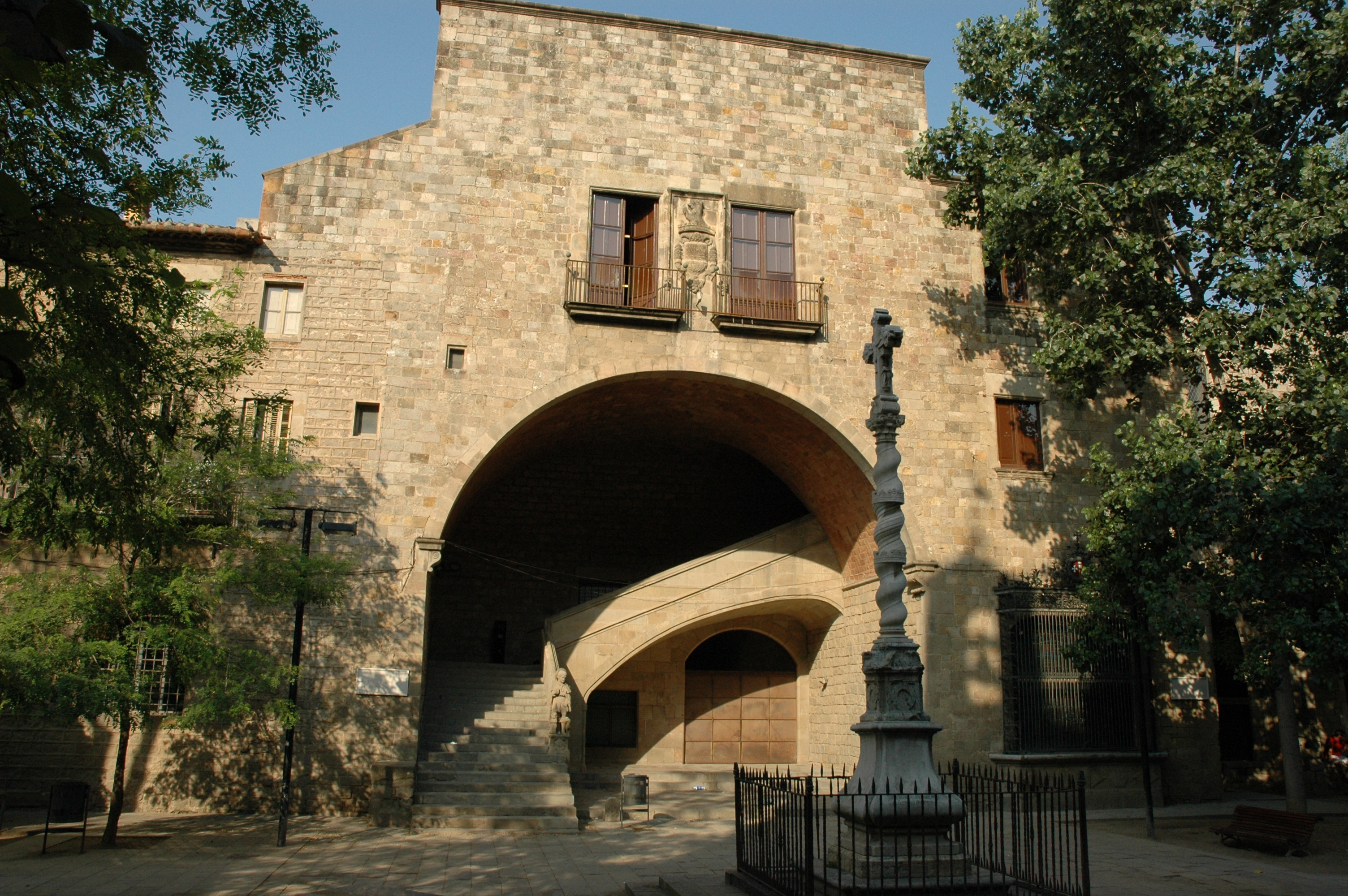
Biblioteca de Cataluña, lugar en el cual se halla actualmente el "Llibre dels Repartiments".

El Llibre dels Repartiments dels terres entre vehins de la molt Noble y Leal e Insigne Ciutat de Oriola es el único testimonio de los repartos de tierras de Orihuela y de la comarca de la Vega Baja del Segura llevados a cabo tras la conquista reconquista cristiana en el año 1243. El libro consta de tapas de madera y en cuero y 87 folios escritos a mano en letra gótica y fue redactado entre 1265 y 1314, probablemente en 1310.
Este códice, considerado uno de los símbolos desde la época medieval de Orihuela junto al Glorioso Estandarte del Oriol, el Libro de Privilegios y el escudo, fue sustraído entre los años 1907 y 1908 y comprado por un librero catalán entre los años 1920 y 1922. Poco tiempo después fue adquirido por la Diputación de Barcelona y actualmente el libro se halla en la Biblioteca de Cataluña.
Su devolución ha sido pedida hasta en cinco ocasiones: en 1931, 1991, 1995, 2002 y 2006, tanto por el Ayuntamiento de Orihuela como por la Generalidad Valenciana, sin embargo nunca ha sido realizada. El 23 de abril de 2010 fue cedido para la celebración de sus 700 años hasta el 25 de julio del mismo año, día de finalización de las Fiestas de la Reconquista y fue expuesto en el Museo arqueológico comarcal de Orihuela, dentro de la exposición "Orihuela Foral".